# Berlinale 1993
La Berlinale 1993, 43e édition du festival international du film de Berlin (43. Internationalen Filmfestspiele Berlin), s'est tenue du 11 au 22 février 1993.

## Jury
- Frank Beyer, président du jury  Allemagne
- Juan Antonio Bardem  Espagne
- Michel Boujut  France
- François Duplat  France
- Katinka Faragó  Suède
- Krystyna Janda  Pologne
- Naoum Kleiman  Russie
- Brock Peters  États-Unis
- Susan Strasberg  États-Unis
- Johanna ter Steege  Pays-Bas
- Zhang Yimou  Chine

## Sélections

### Compétition
La sélection officielle en compétition se compose de 25 films.
- Arizona Dream d'Emir Kusturica  États-Unis
- Belle Époque de Fernando Trueba  Espagne
- Den russiske sangerinde de Morten Arnfred  Danemark
- Journal d'un vice (Diario di un vizio) de Marco Ferreri  Italie
- Die Denunziantin  de Thomas Mitscherlich  Allemagne
- La Vie selon Agfa (Ha-Chayim Al-Pi Agfa) d'Assi Dayan  Israël
- Hoffa de Danny DeVito  États-Unis
- Hop-la (Hoppá) de Gyula Maár  Hongrie
- Garçon d'honneur (Xi yan) d'Ang Lee  Taïwan
- La Douleur de l'amour (Kærlighedens smerte) de Nils Malmros  Danemark
- Le Jeune Werther de Jacques Doillon  France
- Love Field de Jonathan Kaplan  États-Unis
- Malcolm X de Spike Lee  États-Unis
- Op afbetaling de Frans Weisz  Pays-Bas
- Patul conjugal de Mircea Daneliuc  Roumanie
- La Petite Apocalypse de Costa-Gavras  France
- Samba Traoré d'Idrissa Ouedraogo  Burkina Faso
- Sankofa de Hailé Gerima  Éthiopie
- Telegrafisten  d'Erik Gustavson  Norvège
- Cement Garden d'Andrew Birkin  Royaume-Uni
- Toys de Barry Levinson  États-Unis
- Le Soleil des insomniaques (Udzinarta mze) de Temur Babluani  Géorgie
- Tous les moyens sont bons (Wir können auch anders...) de Detlev Buck  Allemagne
- Les Femmes du lac des âmes parfumées (Xiang hun nü) de Xie Fei  Chine
- Yume no onna de Bandō Tamasaburō V  Japon

### Hors compétition
7 films sont présentés hors compétition.
- Gorilla Bathes at Noon de Dušan Makavejev
- Inge, April und Mai de Wolfgang Kohlhaase et Gabriele Denecke
- Requiem de Reni Mertens et Walter Marti
- Un jour dans la mort de Sarajevo de Thierry Ravalet et Alain Ferrari
- 4 New-yorkaises (Used People) de Beeban Kidron
- King Kong de Merian C. Cooper et Ernest B. Schoedsack (reprise)
- Du silence et des ombres (To Kill a Mockingbird) de Robert Mulligan (reprise)

## Palmarès
- Ours d'or : ex æquo Garçon d'honneur d'Ang Lee et Les Femmes du lac des âmes parfumées de Fei Xie
- Ours d'argent (Grand prix du jury) : Arizona Dream d'Emir Kusturica
- Ours d'argent du meilleur acteur : Denzel Washington pour Malcolm X
- Ours d'argent de la meilleure actrice : Michelle Pfeiffer pour Love Field
- Ours d'argent du meilleur réalisateur : Andrew Birkin pour The Cement Garden

- Ours d'or d'honneur : Gregory Peck et Billy Wilder
- Caméra de la Berlinale : Juliette Binoche, Victoria Abril, Gong Li, Corinna Harfouch et Johanna ter Steege.